# Roberto Bernabei
Roberto Bernabei (Firenze, 24 gennaio 1952) è un medico italiano, archiatra pontificio dal 2021 al 2022.

## Biografia
Figlio del giornalista e dirigente d'azienda Ettore Bernabei e di Elisa Gallucci, Roberto Bernabei si laureò in Medicina e Chirurgia nel 1976 presso l'Università Cattolica del Sacro Cuore a Roma, conseguendo successivamente una specializzazione legata alla medicina interna e alle malattie dell’apparato cardiovascolare. Successivamente, dopo aver scritto molti articoli e pubblicazioni in ambito scientifico, ha ricevuto la cattedra presso il dipartimento di medicina interna e geriatria dell'università in cui conseguì la laurea.
Diventato ormai un volto noto fra la comunità scientifica, Roberto Bernabei fu nominato direttore del dipartimento di Scienze dell’invecchiamento, neurologiche, e ortopediche del Policlinico Agostino Gemelli, il che gli permise di entrare in contatto con il dipartimento della sanità dello Stato Vaticano. Infatti, dopo la morte del medico personale di papa Francesco Fabrizio Soccorsi, il 24 febbraio 2021 Bernabei è stato nominato nuovo archiatra pontificio, carica che ha ricoperto per un anno.

## Vita privata
Roberto Bernabei è figlio dello storico direttore della RAI Ettore Bernabei, produttore televisivo molto attento negli ambiti riguardanti il cattolicesimo. Roberto ha quattro fratelli e tre sorelle: Marco (1947, psicologo infantile), Matilde, (1954, giornalista e moglie di Giovanni Minoli), Laura (1955, stilista e moglie di Emanuel Ungaro), Andrea (1956, dirigente d'azienda), Paola (1960, giornalista deceduta nel 2007 a causa di un tumore), Giovanni (1961, dirigente Autogrill) e Luca (1964, produttore cinematografico).
È sposato con l'attrice statunitense Sydne Rome, da cui ha avuto due figlie: Jessica e Vanessa.